# نهر نابو
نهر نابو (بالإسبانية: Río Napo)‏ هو نهر في الإكوادور و بيرو من روافد الامازون على سفوح البراكين الأنديزية أنتيسانا، سينتشولاوا، كوتوباكسي. يبلغ طوله 1020 كم